# Caralis Chaos
Il Caralis Chaos è una struttura geologica della superficie di Marte.